# 董承
董 承（とう しょう、? - 200年2月11日（建安5年1月9日壬午））は、中国後漢末期の武将。
素性は諸説があるが、一般的には献帝の祖母である孝仁董皇后の甥とされる。しかし、後世の歴史家からはその親族関係は疑問であると指摘されている。
娘は献帝の貴人（側室）。

## 正史の事跡

### 洛陽帰還行
董承は、元々董卓の娘婿牛輔の部曲であった。董卓死後、長安における権力争いの中に、具体的な事跡は不明だが、董承も身を置いていたと見られる。
興平2年（195年）7月、張済の仲介により、李傕・郭汜ら旧董卓軍の将軍たちの間で和解が成立し、献帝が洛陽へ帰還することになった時、董承は安集将軍に任命された。帰途の同年11月、郭汜が謀反して献帝を奪おうとしたため、楊定・楊奉がこれを撃ち破った。郭汜は、献帝を奪い返そうとする李傕と合流した。
その後、献帝一行が華陰に至ると、同地を統治していた段煨が一行を出迎え、献帝を自陣に迎え入れようとした。しかし、段煨と元々仲が悪かった楊定・种輯が反対し、董承も楊定に与して「郭汜の軍が段煨の兵営に入りました」と献帝に讒言したため、ついに一行は華陰を離れることになった。なお段煨には、献帝を独占しようという野心は無かった。この後、段煨と交戦状態になった楊定は、追撃してきた李傕・郭汜にまで挟撃され、進退窮まって荊州へ逃げている。
その後、張済も董承・楊奉との対立の末に叛逆し、李傕・郭汜軍に加わった。董承・楊奉らは、李傕・郭汜・張済連合軍と東澗で戦ったが敗北した。それでも曹陽澗まで至ったところで、董承は楊奉と共に、白波帥の胡才・李楽・韓暹、さらには南匈奴の左賢王去卑に呼びかけ、これらを援軍として得ることに成功し、李傕・郭汜・張済軍を破っている。
しかしその翌月、執拗に追撃してきた李傕・郭汜・張済軍に、董承・楊奉らはまたしても敗れてしまった。水路を使って逃げる途中、多くの官人たちが船に縋り付いてきたが、董承は矛でこれを撃ち払ったため、官人たちの斬られた手指が船中に転がった。献帝一行は僅か数十人となってしまったが、先行していた李楽や張楊、河東太守王邑らの救援のおかげで、何とか安邑まで逃れた。

### 一族の最期
建安元年（196年）正月、献帝を迎え入れようとした曹操が、曹洪に兵を与えて派遣してきた。董承は、袁術軍の萇奴と共に要害を守備し、曹洪の進軍を阻んだ。またその翌月、今度は献帝一行に付き従っていた将軍たちの間で争いが発生し、韓暹が董承を攻撃した。このため董承は張楊を頼って逃れ、張楊の指示により洛陽へ先行して向かい、宮殿を修繕した。
同年7月、献帝が洛陽へ到着すると、董承は韓暹と共に宿衛の任に就いた。しかし、韓暹の専横を恐れた董承は、密かに曹操を召し寄せ、その威を借りて韓暹・楊奉・張楊らを追い落とすことに成功している。同年8月、董承は列侯に封じられた。建安4年（199年）3月、董承は車騎将軍に任命され、車騎将軍府を開いた。
董承は、次第に権力を強大化させる曹操を恐れた献帝により下賜された服の帯に忍ばせた曹操を誅殺せよとの密勅を受け、同志（王子服・呉碩・呉子蘭・种輯・劉備など）を集めて謀議を図った。しかし建安5年（200年）正月、計画は事前に発覚し、董承一族やその一派は捕らえられ処刑された。彼の娘の董貴人も妊娠中だったが、それでも曹操は彼女をも殺した。

## 物語中の董承
小説『三国志演義』では医師の吉平とのやり取りと、召使との争いから計画が外部に洩れるという筋書きが追加されている。また、事件から20年以上後に、病床の床に伏した曹操を、亡霊となった董承らが枕元に立ち苦しめるという逸話が脚色されている。董承の妹は「董貴妃」と呼ばれている。
なお、董承の忠臣としての性格を強調付けるためか、董承の出身母体や洛陽帰還時の政争等について、『演義』では欠落している部分が多い。特に、縋り付く官人たちの手指を斬り払って脱出した史実の件に至っては、『演義』では李楽の仕業に置き換えられている。